# Hylaeus pictipes
Hylaeus pictipes és una espècie d'himenòpter apòcrit de la família dels àpids (Apidae) de distribució paleàrtica present a la península Ibèrica. Són abelles solitàries oligolèctiques, és a dir que recullen pol·len d'unes poques espècies de plantes (gèneres Reseda i Tamarix). Aprofiten ruscos buits per a fer el niu.

## Distribució
Es pot trobar al Nord d'Àfrica i Euràsia, des de Portugal fins al nord d'Escandinàvia i a l'est Uzbekistan.

## Descripció
És una abella negra de mida mitjana (longitud total 7-9 mm en ambdós sexes, longitud de les ales 4,5-5,5 mm en femelles i 4-6 mm en mascles) amb cara arrodonida i marques marcades de color blanc groguenc, sense solcs corbs (fòvea) al llarg marge ocular. Les mandíbules i potes són negres, a més, presenta unes bandes de quetes blanques als costats de la primera tergita. La màscara de mascle no supera el punt d'inserció de les antenes, mentre que el patró de la cara de la femella presenta les dues taques més grans i amb un contorn més triangular.